# Montberaud
Montberaud (okzitanisch gleichlautend) ist eine französische Gemeinde mit 195 Einwohnern (Stand: 1. Januar 2022) im Département Haute-Garonne in der Region Okzitanien (zuvor Midi-Pyrénées). Montberaud gehört zum Arrondissement Muret und zum Kanton Cazères. Die Einwohner werden Montberaudois genannt. 

## Geografie
Montberaud liegt etwa 37 Kilometer südsüdwestlich von Muret am Volp. Montberaud wird umgeben von den Nachbargemeinden Saint-Christaud im Norden, Montesquieu-Volvestre im Osten und Nordosten, Gouzens im Osten, Lahitère im Südosten, Sainte-Croix-Volvestre im Süden und Südwesten sowie Le Plan im Westen.

## Bevölkerungsentwicklung
| Jahr                      | 1962 | 1968 | 1975 | 1982 | 1990 | 1999 | 2006 | 2013 |
| Einwohner                 | 176  | 195  | 170  | 152  | 167  | 166  | 196  | 214  |
| Quelle: Cassini und INSEE |      |      |      |      |      |      |      |      |

## Sehenswürdigkeiten

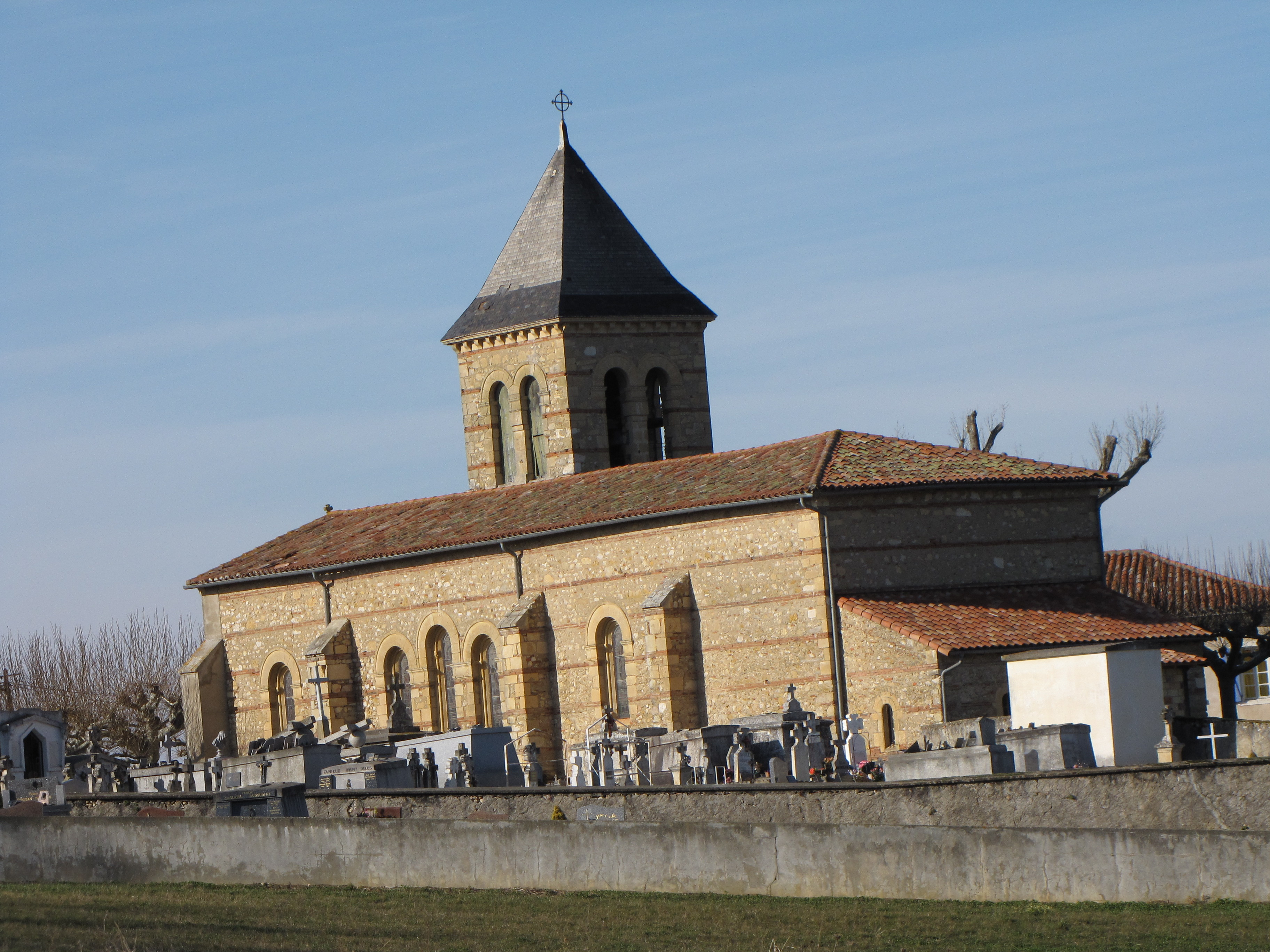
Kirche Saint-Jean-Baptiste

- Kirche Saint-Jean-Baptiste